# Анрі Делоне
Анрі Делоне (фр. Henri Delaunay; нар. 15 червня 1883 — пом. 9 листопада 1955) — французький футбольний функціонер. Відомий діяч французького та міжнародного футболу, сподвижник Жуля Ріме. Один із творців УЄФА. Ініціатор проведення Кубка європейських націй (згодом Чемпіонату Європи для збірних).

## Біографія
Анрі Делоне народився 15 червня 1883 року. У 1908 році очолив Французький міжсоюзний комітет спорту (фр. Comité français interfédéral (CFI). Після перетворення цієї організації у Федерацію Футболу Франції в 1919 році Анрі Делоне став її президентом і очолював цю організацію упродовж 36 років, одночасно упродовж багатьох років будучи членом виконкому ФІФА.
5 лютого 1927 року на нараді ФІФА, що проходила в Парижі, Анрі Делоне вперше підняв питання про проведення Кубка Європи для збірних. Проте 28 травня 1928 року на конгресі ФІФА в Амстердамі було вирішено проводити чемпіонати світу, а ідею Анрі Делона не підтримали. Перший чемпіонат світу з футболу відбувся через 2 роки в Уругваї.
З 1952 року Анрі Делоне спільно з італійським і бельгійським футбольними функціонерами Отторіно Барассі і Жозе Краєм вів роботу зі створення європейської футбольної асоціації. В результаті 15 червня 1954 року така організація (УЄФА) була створена. Делоне став її першим генеральним секретарем і залишався ним до своєї смерті 9 листопада 1955 року. Наступником Анрі Делоне на цій посаді став його син П'єр Делоне.

## Спадок і пам'ять
Після смерті Делоне його син — П'єр приєднався до групи журналістів, які наполягали на організації Кубку європейських націй. Саме Делоне-молодший згодом був призначений секретарем організаційного комітету, взявши під особистий контроль розвиток турніру, ідеєю створення якого так опікувався його батько. Перший Кубок європейських націй (чемпіонат Європи з футболу) відбувся 6-10 липня 1960 року у Франції. На знак визнання заслуг Анрі Делоне перед європейським футболом континентальний трофей донині носить ім'я француза. 